# Campo Novo do Parecis
Campo Novo do Parecis é um município do estado de Mato Grosso, na Região Centro-Oeste do Brasil. Localiza-se a uma latitude 13º40'31" sul e a uma longitude 57º53'31" oeste, estando a uma altitude de 572 metros. Sua população estimada em 2018 pelo Instituto Brasileiro de Geografia e Estatística é de 45.899 habitantes. Maior produtor nacional de girassol e pipoca, possui cerca de 42% do território destinado às safras de grãos. Possui uma área de  9.428,586 km².

## História
A história de Campo Novo do Parecis está intimamente ligada à história do marechal Cândido Rondon. Em 1907, ele passou pela região em busca do Rio Juruena, atingindo o Rio Verde e seguindo para o norte em busca do Salto Utiariti, fronteando o sítio onde nasceria o futuro município.
O território da cidade foi trabalhado em duas direções pelos serviços de linha telegráfica: uma para oeste rumando para Utiariti e Juruena e outra para leste, em busca de Capanema e Ponte de Pedra.
Em fins de janeiro de 1914, Theodore Roosevelt, passou perto do sítio de Campo Novo do Parecis, em viagem pela Amazônia, em companhia de Rondon.
A ocupação efetiva da região só foi ocorrer na década de 70, com abertura de fazendas e a instalação de famílias de migrantes vindos de estados sulistas. Ali, à beira da estrada entre Diamantino e Utiariti, assentaram-se diversas famílias. O local formava um prolongamento no ponto de encontro das retas conhecidas pelas denominações Caitetu e Taquarinha.
Primeiramente a localidade foi chamada de Campos Novos, que acabava causando confusão com a estação telegráfica de Rondon, na região de Vilhena. Aos poucos, o nome foi mudado para Campo Novo e em 1981, foi feita doação de 293 hectares de terras para formação de um patrimônio, com o nome atual.
Através da Lei nº. 5.315, de 4 de Julho de 1988, de autoria do Deputado Estadual Jaime Luiz Muraro, foi criado o Município de Campo Novo do Parecis, tendo sua área desmembrada do município de Diamantino.  O primeiro prefeito eleito do município foi o pioneiro Sr. Zeul Fedrizzi.

## Galeria de prefeitos

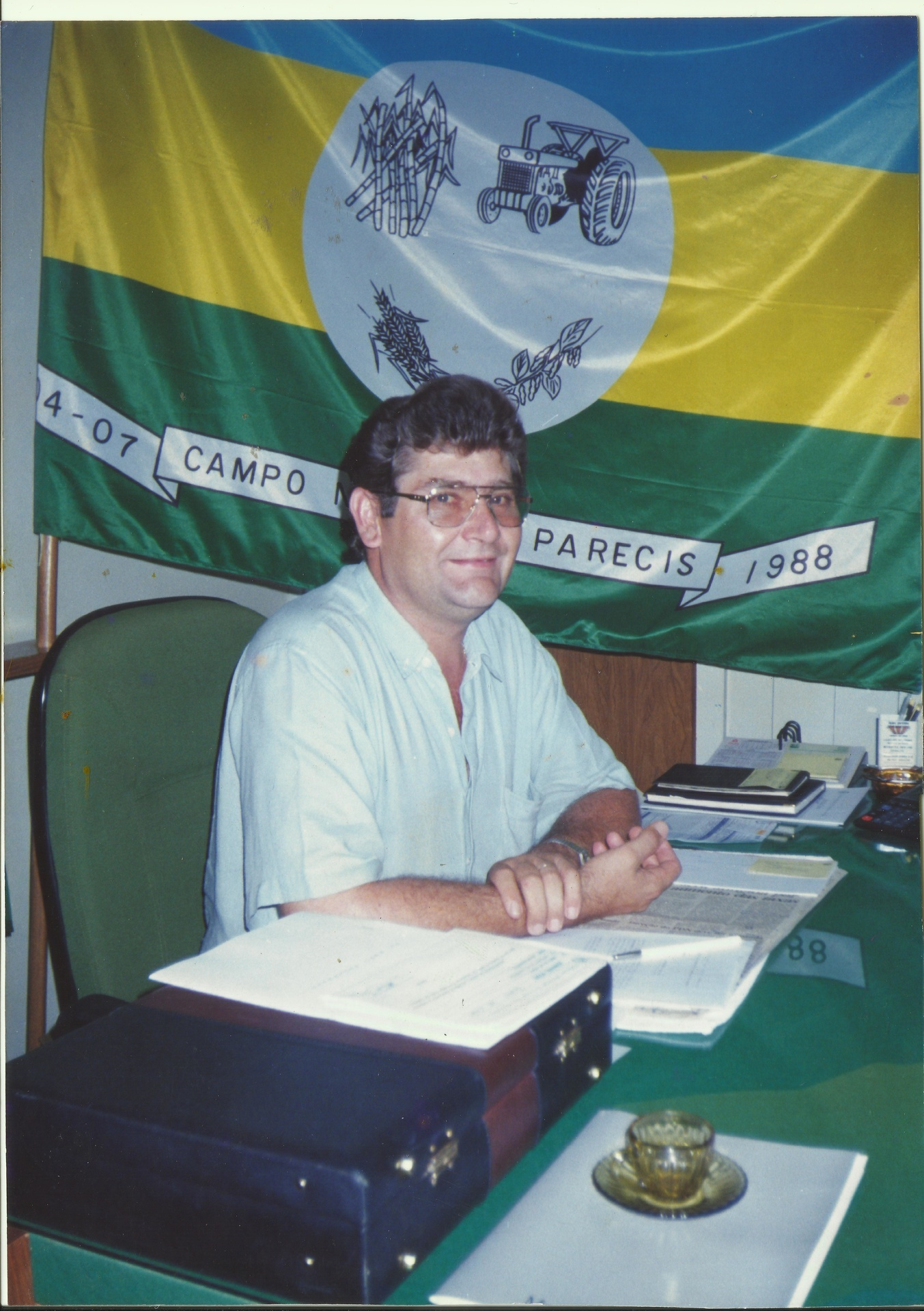
Euclides Horst - Prefeito Municipal 1993 - 1996

| Ano                | Prefeito                     | Partido | Votos  | %     | Ref    |
| ------------------ | ---------------------------- | ------- | ------ | ----- | ------ |
| 1989               | Zeul Fedrizzi                |         |        |       |        |
| Eleições 1992      | Euclides Horst               |         |        |       |        |
| Eleições 1996      | Alviar Rother (SONI)         |         |        |       |        |
| Eleições 2000      | Jesur José Cassol            | PSDB    | 4.022  | 48,72 |        |
| Eleições 2004      | Jesur José Cassol            | PPS     | 6.639  | 57,63 | [ 12 ] |
| Vice assume - 2006 | Sergio Costa Beber Stefanelo | PPS     | (VICE) |       |        |
| Eleições 2008      | Mauro Valter Berft           | PMDB    | 4.877  | 40,16 | [ 13 ] |
| Eleições 2012      | Mauro Valter Berft           | PMDB    | 7.746  | 60,13 | [ 14 ] |
| Eleições 2016      | Rafael Machado               | PSD     | 6.337  | 42,81 | [ 15 ] |
| Eleições 2020      | Rafael Machado               | PSL     | 6.395  | 38,39 | [ 16 ] |